# Escudo
Escudo är från början namnet på en gammal spansk och portugisisk valuta. Namnet Escudo betyder sköld på portugisiska.

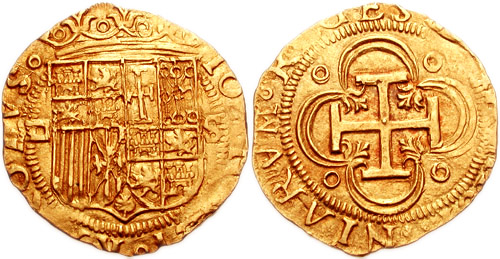
Mynt utgivet av Johanna den vansinniga och Karl V. 1504–1555. AV Escudo (24 mm, 3.38 g, 9 h).

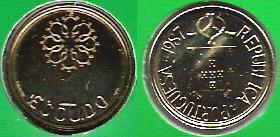
Portugisiskt mynt med värdet 1 escudo, 1987

Valutan escudo  används fortfarande på Kap Verde, och den har tidigare använts i Portugal och Spanien och i deras kolonier.

## Inväxling
Den portugisiska escudon har numera ersatts av euro. Portugisisk escudo, kunde växlas in hos landets centralbank fram till 28 februari 2022, men detta gällde enbart sedlar. Mynt kunde inte längre växlas in.

## Aktuella valutor
- Kap Verde - kapverdisk escudo

## Historiska valutor
Tidigare använde de flesta portugisiska fd kolonier escudo som valutaenhet, men dessa har under senare tid övergått till andra valutor.
Exempel är Angola, Moçambique och São Tomé och Príncipe.